# Pepsi Tate
Pepsi Tate, soprannominato anche The Boy, pseudonimo di Hugh Justin Smith (Galles, 10 marzo 1965 – Penarth, 18 settembre 2007), è stato un bassista britannico.

## Biografia
Figlio di un attore, è cresciuto nel villaggio di Dinas Powys, nei pressi di Cardiff. Ha anche lavorato per la BBC gallese.
Insieme al chitarrista John Pepper e al batterista Ian Welsh fondò il gruppo glam metal britannico Tigertailz, nei primi anni ottanta.
Il 27 agosto 2007 esce l'album dei Tigertailz Thrill Pistol, che contiene le sue ultime registrazioni e che è stato dedicato a lui e alla sua famiglia.
È morto di cancro al pancreas all'Holme Towers Cancer Hospice di Penarth, il 18 settembre del 2007. I funerali si sono svolti nella baia di Cardiff.

## Vita privata
Nell'agosto 2007 sposa la compagna di lunga data, la cantante lirica britannica Shan Cothi.